# Apenthecia imperfecta
Apenthecia imperfecta är en tvåvingeart som beskrevs av Tsacas 1983. Apenthecia imperfecta ingår i släktet Apenthecia och familjen daggflugor. Inga underarter finns listade i Catalogue of Life.